# ناتانیل چالوبا
ناتانیل نیاکی چالوبا (انگلیسی: Nathaniel Nyakie Chalobah؛ زادهٔ ۱۲ دسامبر ۱۹۹۴) یک بازیکن فوتبال اهل انگلستان است.
از باشگاه‌هایی که در آن بازی کرده‌است می‌توان به چلسی، واتفورد، ناتینگهام فارست، میدلزبورو، برنلی، ریدینگ و ناپولی اشاره کرد.